# 2025-ös férfi kézilabda-világbajnokság
A 2025-ös férfi kézilabda-világbajnokságot közösen rendezte Horvátország, Dánia és Norvégia január 14. és február 2. között. A világbajnokságon 32 csapat vett részt.
A bajnoki címet sorozatban negyedszer a dán válogatott szerezte meg, minden mérkőzését megnyerve. Ezzel folytatódott Dánia sorozata, 2017, a magyar válogatott elleni nyolcaddöntős vereség óta 35 világbajnoki mérkőzést vívott meg veretlenül.

## Pályázatok
Az IHF 2020. február 28-án adta a rendezés jogát Horvátország, Norvégia és Dánia közös pályázatának. Emellett Magyarország és Svájc pályázott.

## Helyszínek
A pályázat szerint a mérkőzéseket 11 városban rendezték volna, ebből 5 Horvátországban, 2 Dániában, 4 pedig Norvégiában található. Később takarékossági okokból ezt szűkítették három horvát és egy-egy norvég és dán stadionra.
| Oslo, Norvégia                | Oslo, Norvégia                | Oslo, Norvégia               | Herning, Dánia                    | Herning, Dánia                     | Herning, Dánia                     |
| ----------------------------- | ----------------------------- | ---------------------------- | --------------------------------- | ---------------------------------- | ---------------------------------- |
| Unity Arena Férőhely: 15 000  | Unity Arena Férőhely: 15 000  | Unity Arena Férőhely: 15 000 | Jyske Bank Boxen Férőhely: 12 500 | Jyske Bank Boxen Férőhely: 12 500  | Jyske Bank Boxen Férőhely: 12 500  |
|                               |                               |                              |                                   |                                    |                                    |
| Zágráb, Horvátország          | Zágráb, Horvátország          | Varasd, Horvátország         | Varasd, Horvátország              | Poreč, Horvátország                | Poreč, Horvátország                |
| Zágráb Aréna Férőhely: 15 200 | Zágráb Aréna Férőhely: 15 200 | Varasd Aréna Férőhely: 5200  | Varasd Aréna Férőhely: 5200       | Žatika Sport Centre Férőhely: 3700 | Žatika Sport Centre Férőhely: 3700 |
|                               |                               |                              |                                   |                                    |                                    |

## Selejtezők
| Esemény                                  | Dátum             | Kvóta | Nemzet |
| ---------------------------------------- | ----------------- | ----- | --- |
| Rendező                                  | 2020. február 28. | 3     | Horvátország · Dánia · Norvégia |
| 2024-es Európa-bajnokság                 | 2024. január 28.  | 3     | Svédország · Németország · Franciaország |
| 2024-es Afrika-bajnokság                 | 2024. január 27.  | 5     | Algéria · Egyiptom · Guinea · Zöld-foki Köztársaság · Tunézia                                                                                      |
| 2024-es Ázsia-bajnokság                  | 2024 január 25.   | 4     | Bahrein · Japán · Kuvait · Katar |
| 2024-es Dél- és Közép-Amerikai bajnokság | 2024. január 20.  | 3     | Brazília · Argentína · Chile |
| 2025-ös Nor.Ca-bajnokság                 | 2024. május 12.   | 1     | Kuba |
| 2025-ös európai selejtező                | 2024. május 12.   | 11    | Ausztria · Csehország · Magyarország · Izland · Olaszország · Hollandia · Észak-Macedónia · Lengyelország · Portugália · Szlovénia · Spanyolország |
| Szabadkártya                             | 2018. október 18. | 2[1]  | Svájc · Egyesült Államok |

Jegyzetek
- ↑ 1:  A 2028. évi nyári olimpiai játékokkal kapcsolatban az IHF szabadkártyát adott az Egyesült Államoknak a 2025-ös és 2027-es világbajnokságokra.[6][7]

## Résztvevők
| Nemzet                | Részvételi jog                                                    | Kvalifikáció dátuma | Előző szereplések |
| --------------------- | ----------------------------------------------------------------- | ------------------- | ----------------- |
| Horvátország          | Rendező                                                           | 2020. február 28.   | 15                |
| Dánia                 | Rendező                                                           | 2020. február 28.   | 25                |
| Norvégia              | Rendező                                                           | 2020. február 28.   | 17                |
| Egyesült Államok      | Szabadkártya                                                      | 2018. október 18.   | 7                 |
| Brazília              | A 2024-es Dél- és Közép-Amerikai bajnokság első három helyezettje | 2024. január 18.    | 16                |
| Japán                 | A 2024-es Ázsia-bajnokság elődöntőse                              | 2024. január 19.    | 15                |
| Katar                 | A 2024-es Ázsia-bajnokság elődöntőse                              | 2024. január 19.    | 9                 |
| Argentína             | A 2024-es Dél- és Közép-Amerikai bajnokság első három helyezettje | 2024. január 19.    | 14                |
| Chile                 | A 2024-es Dél- és Közép-Amerikai bajnokság első három helyezettje | 2024. januar 19.    | 7                 |
| Kuvait                | A 2024-es Ázsia-bajnokság elődöntőse                              | 2024. január 21.    | 8                 |
| Bahrein               | A 2024-es Ázsia-bajnokság elődöntőse                              | 2024. január 21.    | 5                 |
| Svédország            | A 2024-es Európa-bajnokság elődöntőse                             | 2024. január 21.    | 26                |
| Franciaország         | A 2024-es Európa-bajnokság elődöntőse                             | 2024. január 22.    | 24                |
| Zöld-foki Köztársaság | A 2024-es Afrika-bajnokság első öt helyezettje                    | 2024. január 23.    | 2                 |
| Algéria               | A 2024-es Afrika-bajnokság első öt helyezettje                    | 2024. január 23.    | 16                |
| Egyiptom              | A 2024-es Afrika-bajnokság első öt helyezettje                    | 2024. január 23.    | 17                |
| Tunézia               | A 2024-es Afrika-bajnokság első öt helyezettje                    | 2024. január 23.    | 16                |
| Németország           | A 2024-es Európa-bajnokság elődöntőse                             | 2024. január 24.    | 27                |
| Guinea                | A 2024-es Afrika-bajnokság első öt helyezettje                    | 2024. január 26.    | 0 (újonc)         |
| Izland                | Európai selejtezők                                                | 2024. május 11.     | 22                |
| Ausztria              | Európai selejtezők                                                | 2024. május 12.     | 7                 |
| Csehország            | Európai selejtezők                                                | 2024. május 12.     | 6                 |
| Magyarország          | Európai selejtezők                                                | 2024. május 12.     | 22                |
| Lengyelország         | Európai selejtezők                                                | 2024. május 12.     | 17                |
| Hollandia             | Európai selejtezők                                                | 2024. május 12.     | 2                 |
| Spanyolország         | Európai selejtezők                                                | 2024. május 12.     | 22                |
| Olaszország           | Európai selejtezők                                                | 2024. május 12.     | 1                 |
| Portugália            | Európai selejtezők                                                | 2024. május 12.     | 5                 |
| Észak-Macedónia       | Európai selejtezők                                                | 2024. május 12.     | 8                 |
| Szlovénia             | Európai selejtezők                                                | 2024. május 12.     | 10                |
| Kuba                  | A 2024-es észak-amerikai és karibi bajnokság győztese             | 2024. május 12.     | 7                 |
| Svájc                 | Szabadkártya                                                      | 2024. május 23.     | 11                |

## Sorsolás
A sorsolást 2024. május 29-én tartották meg Zágrábban.

### Kiemelés
A sorsolás előtt a 32 csapatot négy kalapba sorolták be a legutóbbi világbajnokság és az IHF szabályai alapján. Azonban az 1. és 2. kalapban lévő európai csapatok pozíciójáról a 2024-es Európa-bajnokság sorrendje döntött. Öt csapatot a szurkolók számára egyszerűbben elérhető helyszínen rendezett csoportba osztották be: Németországot az A, Ausztriát a C, Magyarországot a D, Svédországot az F és Szlovéniát a G csoportba.
| A kiemelés a 2023-as kézilabda-világbajnokság alapján                                   | A kiemelés a 2023-as kézilabda-világbajnokság alapján                                         | A kiemelés a 2023-as kézilabda-világbajnokság alapján                                                    | A kiemelés a 2023-as kézilabda-világbajnokság alapján                                                  |
| 1. kalap                                                                                | 2. kalap                                                                                      | 3. kalap                                                                                                 | 4. kalap                                                                                               |
| --------------------------------------------------------------------------------------- | --------------------------------------------------------------------------------------------- | --- | --- |
| - Európa 1 - Európa 2 - Európa 3 - Európa 4 - Európa 5 - Európa 6 - Európa 7 - Afrika 1 | - Európa 8 - Európa 9 - Európa 10 - Európa 11 - Európa 12 - Európa 13 - Európa 14 - Európa 15 | - Ázsia 1 - Dél-Amerika 1 - Európa 16 - Dél-Amerika 2 - Észak-Amerika 1 - Európa 17 - Ázsia 2 - Afrika 2 | - Ázsia 3 - Afrika 3 - Dél-Amerika 3 - Ázsia 4 - Afrika 4 - Afrika 5 - Szabadkártya 1 - Szabadkártya 2 |

| 1. kalap | 2. kalap | 3. kalap                                                                                  | 4. kalap                                                                                         |
| --- | --- | ----------------------------------------------------------------------------------------- | ------------------------------------------------------------------------------------------------ |
| - Dánia (rendező) - Franciaország - Svédország - Németország - Magyarország - Szlovénia - Norvégia (rendező) - Egyiptom | - Portugália - Horvátország (rendező) - Ausztria - Izland - Hollandia - Spanyolország - Olaszország - Csehország | - Lengyelország - Észak-Macedónia - Katar - Brazília - Argentína - Kuba - Japán - Algéria | - Bahrein - Tunézia - Chile - Kuvait - Zöld-foki Köztársaság - Guinea - Egyesült Államok - Svájc |

## Csoportkör
A menetrendet 2024. április 8-án tették közzé.

### A csoport
| Hely. | Csapat        | M | Gy | D | V | G+ | G– | Gk  | P | Továbbjutás |
| ----- | ------------- | - | -- | - | - | -- | -- | --- | - | ----------- |
| 1.    | Németország   | 3 | 3  | 0 | 0 | 95 | 79 | +16 | 6 | Középdöntő  |
| 2.    | Svájc         | 3 | 1  | 1 | 1 | 76 | 76 | 0   | 3 | Középdöntő  |
| 3.    | Csehország    | 3 | 0  | 2 | 1 | 58 | 65 | −7  | 2 | Középdöntő  |
| 4.    | Lengyelország | 3 | 0  | 1 | 2 | 75 | 84 | −9  | 1 | Elnöki kupa |

| 2025. január 15. 18:00 | Csehország  | 17–17       | Svájc   | Jyske Bank Boxen, Herning Nézőszám: 2091 Játékvezetők: Grillo, Lenci (ARG) |
| 2025. január 15. 18:00 | Mořkovský 5 | (7–8)       | Rubin 8 | Jyske Bank Boxen, Herning Nézőszám: 2091 Játékvezetők: Grillo, Lenci (ARG) |
| 2025. január 15. 18:00 | 3×          | Jegyzőkönyv | 2× 1×   | Jyske Bank Boxen, Herning Nézőszám: 2091 Játékvezetők: Grillo, Lenci (ARG) |

| 2025. január 15. 20:30 | Németország | 35–28       | Lengyelország | Jyske Bank Boxen, Herning Nézőszám: 3552 Játékvezetők: Nachevski, Nikolov (MKD) |
| 2025. január 15. 20:30 | Uščins 10   | (15–14)     | Pietrasik 7   | Jyske Bank Boxen, Herning Nézőszám: 3552 Játékvezetők: Nachevski, Nikolov (MKD) |
| 2025. január 15. 20:30 | 4× 1×       | Jegyzőkönyv | 5× 1×         | Jyske Bank Boxen, Herning Nézőszám: 3552 Játékvezetők: Nachevski, Nikolov (MKD) |

| 2025. január 17. 18:00 | Csehország | 19–19       | Lengyelország  | Jyske Bank Boxen, Herning Nézőszám: 5397 Játékvezetők: Konjičanin, Konjičanin (BIH) |
| 2025. január 17. 18:00 | Hrstka 5   | (12–9)      | négy játékos 3 | Jyske Bank Boxen, Herning Nézőszám: 5397 Játékvezetők: Konjičanin, Konjičanin (BIH) |
| 2025. január 17. 18:00 | 5× 1×      | Jegyzőkönyv | 3× 1×          | Jyske Bank Boxen, Herning Nézőszám: 5397 Játékvezetők: Konjičanin, Konjičanin (BIH) |

| 2025. január 17. 20:30 | Svájc   | 29–31       | Németország | Jyske Bank Boxen, Herning Nézőszám: 7386 Játékvezetők: Mikelič, Paradina (CRO) |
| 2025. január 17. 20:30 | Rubin 7 | (14–15)     | Köster 7    | Jyske Bank Boxen, Herning Nézőszám: 7386 Játékvezetők: Mikelič, Paradina (CRO) |
| 2025. január 17. 20:30 | 2× 2×   | Jegyzőkönyv | 2×          | Jyske Bank Boxen, Herning Nézőszám: 7386 Játékvezetők: Mikelič, Paradina (CRO) |

| 2025. január 19. 15:30 | Lengyelország | 28–30       | Svájc           | Jyske Bank Boxen, Herning Nézőszám: 5653 Játékvezetők: Pavićević, Ražnatović (MNE) |
| 2025. január 19. 15:30 | Przytuła 9    | (15–18)     | három játékos 5 | Jyske Bank Boxen, Herning Nézőszám: 5653 Játékvezetők: Pavićević, Ražnatović (MNE) |
| 2025. január 19. 15:30 | 4×            | Jegyzőkönyv | 4× 1×           | Jyske Bank Boxen, Herning Nézőszám: 5653 Játékvezetők: Pavićević, Ražnatović (MNE) |

| 2025. január 19. 18:00 | Németország | 29–22       | Csehország | Jyske Bank Boxen, Herning Nézőszám: 7528 Játékvezetők: Álvarez, Bustamante (ESP) |
| 2025. január 19. 18:00 | Uščins 8    | (11–11)     | Solák 7    | Jyske Bank Boxen, Herning Nézőszám: 7528 Játékvezetők: Álvarez, Bustamante (ESP) |
| 2025. január 19. 18:00 | 4×          | Jegyzőkönyv | 5× 1×      | Jyske Bank Boxen, Herning Nézőszám: 7528 Játékvezetők: Álvarez, Bustamante (ESP) |

### B csoport
| Hely. | Csapat      | M | Gy | D | V | G+  | G–  | Gk  | P | Továbbjutás |
| ----- | ----------- | - | -- | - | - | --- | --- | --- | - | ----------- |
| 1.    | Dánia (R)   | 3 | 3  | 0 | 0 | 118 | 63  | +55 | 6 | Középdöntő  |
| 2.    | Olaszország | 3 | 2  | 0 | 1 | 84  | 87  | −3  | 4 | Középdöntő  |
| 3.    | Tunézia     | 3 | 1  | 0 | 2 | 72  | 89  | −17 | 2 | Középdöntő  |
| 4.    | Algéria     | 3 | 0  | 0 | 3 | 70  | 105 | −35 | 0 | Elnöki kupa |

| 2025. január 14. 18:00 | Olaszország | 32–25       | Tunézia        | Jyske Bank Boxen, Herning Nézőszám: 6510 Játékvezetők: Konjičanin, Konjičanin (BIH) |
| 2025. január 14. 18:00 | Prantner 10 | (17–11)     | Ben Abdallah 6 | Jyske Bank Boxen, Herning Nézőszám: 6510 Játékvezetők: Konjičanin, Konjičanin (BIH) |
| 2025. január 14. 18:00 | 2×          | Jegyzőkönyv | 6×             | Jyske Bank Boxen, Herning Nézőszám: 6510 Játékvezetők: Konjičanin, Konjičanin (BIH) |

| 2025. január 14. 20:30 | Dánia     | 47–22       | Algéria | Jyske Bank Boxen, Herning Nézőszám: 12 397 Játékvezetők: Mikelič, Paradina (CRO) |
| 2025. január 14. 20:30 | Gidsel 10 | (20–11)     | Abdi 6  | Jyske Bank Boxen, Herning Nézőszám: 12 397 Játékvezetők: Mikelič, Paradina (CRO) |
| 2025. január 14. 20:30 | 1× 1×     | Jegyzőkönyv | 4× 1×   | Jyske Bank Boxen, Herning Nézőszám: 12 397 Játékvezetők: Mikelič, Paradina (CRO) |

| 2025. január 16. 18:00 | Olaszország | 32–23       | Algéria         | Jyske Bank Boxen, Herning Nézőszám: 8516 Játékvezetők: Álvarez, Bustamante (ESP) |
| 2025. január 16. 18:00 | Prantner 7  | (16–11)     | Abdi, Berkous 6 | Jyske Bank Boxen, Herning Nézőszám: 8516 Játékvezetők: Álvarez, Bustamante (ESP) |
| 2025. január 16. 18:00 | 2× 1×       | Jegyzőkönyv | 6×              | Jyske Bank Boxen, Herning Nézőszám: 8516 Játékvezetők: Álvarez, Bustamante (ESP) |

| 2025. január 16. 20:30 | Tunézia        | 21–32       | Dánia    | Jyske Bank Boxen, Herning Nézőszám: 13 697 Játékvezetők: Pavićević, Ražnatović (MNE) |
| 2025. január 16. 20:30 | Ben Abdallah 5 | (7–17)      | Gidsel 9 | Jyske Bank Boxen, Herning Nézőszám: 13 697 Játékvezetők: Pavićević, Ražnatović (MNE) |
| 2025. január 16. 20:30 | 2×             | Jegyzőkönyv | 1×       | Jyske Bank Boxen, Herning Nézőszám: 13 697 Játékvezetők: Pavićević, Ražnatović (MNE) |

| 2025. január 18. 18:00 | Algéria | 25–26       | Tunézia | Jyske Bank Boxen, Herning Nézőszám: 10 824 Játékvezetők: Nachevski, Nikolov (MKD) |
| 2025. január 18. 18:00 | Daoud 6 | (9–13)      | Jbeli 6 | Jyske Bank Boxen, Herning Nézőszám: 10 824 Játékvezetők: Nachevski, Nikolov (MKD) |
| 2025. január 18. 18:00 | 2× 1×   | Jegyzőkönyv | 4×      | Jyske Bank Boxen, Herning Nézőszám: 10 824 Játékvezetők: Nachevski, Nikolov (MKD) |

| 2025. január 18. 20:30 | Dánia               | 39–20       | Olaszország | Jyske Bank Boxen, Herning Nézőszám: 14 297 Játékvezetők: Grillo, Lenci (ARG) |
| 2025. január 18. 20:30 | Pytlick, Jakobsen 9 | (18–8)      | Bronzo 4    | Jyske Bank Boxen, Herning Nézőszám: 14 297 Játékvezetők: Grillo, Lenci (ARG) |
| 2025. január 18. 20:30 | 3× 1×               | Jegyzőkönyv | 3×          | Jyske Bank Boxen, Herning Nézőszám: 14 297 Játékvezetők: Grillo, Lenci (ARG) |

### C csoport
| Hely. | Csapat        | M | Gy | D | V | G+  | G–  | Gk  | P | Továbbjutás |
| ----- | ------------- | - | -- | - | - | --- | --- | --- | - | ----------- |
| 1.    | Franciaország | 3 | 3  | 0 | 0 | 115 | 65  | +50 | 6 | Középdöntő  |
| 2.    | Ausztria      | 3 | 2  | 0 | 1 | 92  | 87  | +5  | 4 | Középdöntő  |
| 3.    | Katar         | 3 | 1  | 0 | 2 | 70  | 87  | −17 | 2 | Középdöntő  |
| 4.    | Kuvait        | 3 | 0  | 0 | 3 | 67  | 105 | −38 | 0 | Elnöki kupa |

| 2025. január 14. 18:00 | Franciaország | 37–19       | Katar   | Žatika Sport Centre, Poreč Nézőszám: 2500 Játékvezetők: Budzák, Záhradník (SVK) |
| 2025. január 14. 18:00 | Briet 7       | (18–10)     | Marzo 4 | Žatika Sport Centre, Poreč Nézőszám: 2500 Játékvezetők: Budzák, Záhradník (SVK) |
| 2025. január 14. 18:00 | 2×            | Jegyzőkönyv | 1×      | Žatika Sport Centre, Poreč Nézőszám: 2500 Játékvezetők: Budzák, Záhradník (SVK) |

| 2025. január 14. 20:30 | Ausztria       | 37–26       | Kuvait          | Žatika Sport Centre, Poreč Nézőszám: 1507 Játékvezetők: Covalciuc, Covalciuc (MDA) |
| 2025. január 14. 20:30 | négy játékos 5 | (18–16)     | három játékos 4 | Žatika Sport Centre, Poreč Nézőszám: 1507 Játékvezetők: Covalciuc, Covalciuc (MDA) |
| 2025. január 14. 20:30 | 2×             | Jegyzőkönyv | 5×              | Žatika Sport Centre, Poreč Nézőszám: 1507 Játékvezetők: Covalciuc, Covalciuc (MDA) |

| 2025. január 16. 18:00 | Kuvait      | 19–43       | Franciaország | Žatika Sport Centre, Poreč Nézőszám: 1042 Játékvezetők: Paolantoni, García (ARG) |
| 2025. január 16. 18:00 | Al-Dawani 5 | (8–21)      | Remili 6      | Žatika Sport Centre, Poreč Nézőszám: 1042 Játékvezetők: Paolantoni, García (ARG) |
| 2025. január 16. 18:00 | 2×          | Jegyzőkönyv |               | Žatika Sport Centre, Poreč Nézőszám: 1042 Játékvezetők: Paolantoni, García (ARG) |

| 2025. január 16. 20:30 | Ausztria  | 28–26       | Katar    | Žatika Sport Centre, Poreč Játékvezetők: Horáček, Novotný (CZE) |
| 2025. január 16. 20:30 | Frimmel 9 | (16–14)     | Marzo 11 | Žatika Sport Centre, Poreč Játékvezetők: Horáček, Novotný (CZE) |
| 2025. január 16. 20:30 | 1×        | Jegyzőkönyv | 3× 1×    | Žatika Sport Centre, Poreč Játékvezetők: Horáček, Novotný (CZE) |

| 2025. január 18. 18:00 | Franciaország | 35–27       | Ausztria  | Žatika Sport Centre, Poreč Nézőszám: 3001 Játékvezetők: Belkhiri, Hamidi (ALG) |
| 2025. január 18. 18:00 | Briet, Mem 6  | (19–15)     | Frimmel 5 | Žatika Sport Centre, Poreč Nézőszám: 3001 Játékvezetők: Belkhiri, Hamidi (ALG) |
| 2025. január 18. 18:00 | 3×            | Jegyzőkönyv | 4×        | Žatika Sport Centre, Poreč Nézőszám: 3001 Játékvezetők: Belkhiri, Hamidi (ALG) |

| 2025. január 18. 20:30 | Katar      | 25–22       | Kuvait        | Žatika Sport Centre, Poreč Nézőszám: 2104 Játékvezetők: Schulze, Tönnies (GER) |
| 2025. január 18. 20:30 | Marković 7 | (11–7)      | Al-Shammari 8 | Žatika Sport Centre, Poreč Nézőszám: 2104 Játékvezetők: Schulze, Tönnies (GER) |
| 2025. január 18. 20:30 | 3× 1×      | Jegyzőkönyv | 2×            | Žatika Sport Centre, Poreč Nézőszám: 2104 Játékvezetők: Schulze, Tönnies (GER) |

### D csoport
| Hely. | Csapat          | M | Gy | D | V | G+  | G–  | Gk  | P | Továbbjutás |
| ----- | --------------- | - | -- | - | - | --- | --- | --- | - | ----------- |
| 1.    | Magyarország    | 3 | 2  | 1 | 0 | 98  | 77  | +21 | 5 | Középdöntő  |
| 2.    | Hollandia       | 3 | 2  | 0 | 1 | 109 | 91  | +18 | 4 | Középdöntő  |
| 3.    | Észak-Macedónia | 3 | 1  | 1 | 1 | 88  | 84  | +4  | 3 | Középdöntő  |
| 4.    | Guinea          | 3 | 0  | 0 | 3 | 61  | 104 | −43 | 0 | Elnöki kupa |

| 2025. január 15. 18:00 | Hollandia   | 40–23       | Guinea    | Varasd Aréna, Varasd Nézőszám: 1500 Játékvezetők: Sosa, Lemes (URU) |
| 2025. január 15. 18:00 | ten Velde 9 | (21–8)      | Eponouh 5 | Varasd Aréna, Varasd Nézőszám: 1500 Játékvezetők: Sosa, Lemes (URU) |
| 2025. január 15. 18:00 | 4×          | Jegyzőkönyv | 3×        | Varasd Aréna, Varasd Nézőszám: 1500 Játékvezetők: Sosa, Lemes (URU) |

| 2025. január 15. 20:30 | Magyarország | 27–27       | Észak-Macedónia | Varasd Aréna, Varasd Nézőszám: 4000 Játékvezetők: Kurtagic, Wetterwik (SWE) |
| 2025. január 15. 20:30 | Ilics 6      | (14–14)     | Kuzmanovszki 10 | Varasd Aréna, Varasd Nézőszám: 4000 Játékvezetők: Kurtagic, Wetterwik (SWE) |
| 2025. január 15. 20:30 | 4× 1×        | Jegyzőkönyv | 3× 1×           | Varasd Aréna, Varasd Nézőszám: 4000 Játékvezetők: Kurtagic, Wetterwik (SWE) |

| 2025. január 17. 18:00 | Hollandia    | 37–32       | Észak-Macedónia | Varasd Aréna, Varasd Nézőszám: 4000 Játékvezetők: Hansen, Madsen (DEN) |
| 2025. január 17. 18:00 | ten Velde 11 | (18–15)     | Kuzmanovszki 9  | Varasd Aréna, Varasd Nézőszám: 4000 Játékvezetők: Hansen, Madsen (DEN) |
| 2025. január 17. 18:00 | 6× 1×        | Jegyzőkönyv | 7× 2×           | Varasd Aréna, Varasd Nézőszám: 4000 Játékvezetők: Hansen, Madsen (DEN) |

| 2025. január 17. 20:30 | Guinea         | 18–35       | Magyarország | Varasd Aréna, Varasd Nézőszám: 1000 Játékvezetők: Gheisarian, Gheisarian (IRI) |
| 2025. január 17. 20:30 | négy játékos 3 | (9–20)      | Szita 7      | Varasd Aréna, Varasd Nézőszám: 1000 Játékvezetők: Gheisarian, Gheisarian (IRI) |
| 2025. január 17. 20:30 | 5×             | Jegyzőkönyv | 1×           | Varasd Aréna, Varasd Nézőszám: 1000 Játékvezetők: Gheisarian, Gheisarian (IRI) |

| 2025. január 19. 18:00 | Észak-Macedónia | 29–20       | Guinea    | Varasd Aréna, Varasd Nézőszám: 4000 Játékvezetők: Covalciuc, Covalciuc (MDA) |
| 2025. január 19. 18:00 | Kuzmanovszki 12 | (14–10)     | Corcher 4 | Varasd Aréna, Varasd Nézőszám: 4000 Játékvezetők: Covalciuc, Covalciuc (MDA) |
| 2025. január 19. 18:00 | 2×              | Jegyzőkönyv | 3×        | Varasd Aréna, Varasd Nézőszám: 4000 Játékvezetők: Covalciuc, Covalciuc (MDA) |

| 2025. január 19. 20:30 | Magyarország    | 36–32       | Hollandia    | Varasd Aréna, Varasd Nézőszám: 4000 Játékvezetők: Jørum, Kleven (NOR) |
| 2025. január 19. 20:30 | három játékos 6 | (19–17)     | ten Velde 10 | Varasd Aréna, Varasd Nézőszám: 4000 Játékvezetők: Jørum, Kleven (NOR) |
| 2025. január 19. 20:30 | 8× 1×           | Jegyzőkönyv | 6×           | Varasd Aréna, Varasd Nézőszám: 4000 Játékvezetők: Jørum, Kleven (NOR) |

### E csoport
| Hely. | Csapat           | M | Gy | D | V | G+ | G– | Gk  | P | Továbbjutás |
| ----- | ---------------- | - | -- | - | - | -- | -- | --- | - | ----------- |
| 1.    | Portugália       | 3 | 3  | 0 | 0 | 91 | 75 | +16 | 6 | Középdöntő  |
| 2.    | Brazília         | 3 | 2  | 0 | 1 | 86 | 80 | +6  | 4 | Középdöntő  |
| 3.    | Norvégia (R)     | 3 | 1  | 0 | 2 | 87 | 77 | +10 | 2 | Középdöntő  |
| 4.    | Egyesült Államok | 3 | 0  | 0 | 3 | 62 | 94 | −32 | 0 | Elnöki kupa |

| 2025. január 15. 18:00 | Portugália          | 30–21       | Egyesült Államok | Unity Arena, Oslo Nézőszám: 3980 Játékvezetők: Lovin, Stancu (ROU) |
| 2025. január 15. 18:00 | M. Costa, Portela 7 | (15–10)     | Hoddersen 6      | Unity Arena, Oslo Nézőszám: 3980 Játékvezetők: Lovin, Stancu (ROU) |
| 2025. január 15. 18:00 | 2× 1×               | Jegyzőkönyv | 3×               | Unity Arena, Oslo Nézőszám: 3980 Játékvezetők: Lovin, Stancu (ROU) |

| 2025. január 15. 20:30 | Norvégia   | 26–29       | Brazília  | Unity Arena, Oslo Nézőszám: 7917 Játékvezetők: Gasmi, Gasmi (FRA) |
| 2025. január 15. 20:30 | Grøndahl 6 | (14–12)     | Langaro 8 | Unity Arena, Oslo Nézőszám: 7917 Játékvezetők: Gasmi, Gasmi (FRA) |
| 2025. január 15. 20:30 | 1× 1×      | Jegyzőkönyv | 7×        | Unity Arena, Oslo Nézőszám: 7917 Játékvezetők: Gasmi, Gasmi (FRA) |

| 2025. január 17. 18:00 | Portugália | 30–26       | Brazília          | Unity Arena, Oslo Nézőszám: 5762 Játékvezetők: Bíró, Kiss (HUN) |
| 2025. január 17. 18:00 | M. Costa 9 | (12–15)     | Dupoux, Langaro 5 | Unity Arena, Oslo Nézőszám: 5762 Játékvezetők: Bíró, Kiss (HUN) |
| 2025. január 17. 18:00 | 3×         | Jegyzőkönyv | 4×                | Unity Arena, Oslo Nézőszám: 5762 Játékvezetők: Bíró, Kiss (HUN) |

| 2025. január 17. 20:30 | Egyesült Államok | 17–33       | Norvégia | Unity Arena, Oslo Nézőszám: 9482 Játékvezetők: Jovandić, Sekulić (SRB) |
| 2025. január 17. 20:30 | Strömberg 4      | (7–13)      | Lyse 6   | Unity Arena, Oslo Nézőszám: 9482 Játékvezetők: Jovandić, Sekulić (SRB) |
| 2025. január 17. 20:30 | 2× 1×            | Jegyzőkönyv | 4×       | Unity Arena, Oslo Nézőszám: 9482 Játékvezetők: Jovandić, Sekulić (SRB) |

| 2025. január 19. 18:00 | Brazília    | 31–24       | Egyesült Államok | Unity Arena, Oslo Nézőszám: 7827 Játékvezetők: Bolic, Hurich (AUT) |
| 2025. január 19. 18:00 | Hackbarth 8 | (10–12)     | Strömberg 6      | Unity Arena, Oslo Nézőszám: 7827 Játékvezetők: Bolic, Hurich (AUT) |
| 2025. január 19. 18:00 | 2×          | Jegyzőkönyv | 4× 1×            | Unity Arena, Oslo Nézőszám: 7827 Játékvezetők: Bolic, Hurich (AUT) |

| 2025. január 19. 20:30 | Norvégia | 28–31       | Portugália        | Unity Arena, Oslo Nézőszám: 11 345 Játékvezetők: Lah, Sok (SLO) |
| 2025. január 19. 20:30 | Lyse 9   | (13–14)     | F. Costa, Frade 6 | Unity Arena, Oslo Nézőszám: 11 345 Játékvezetők: Lah, Sok (SLO) |
| 2025. január 19. 20:30 | 1×       | Jegyzőkönyv | 2× 1×             | Unity Arena, Oslo Nézőszám: 11 345 Játékvezetők: Lah, Sok (SLO) |

### F csoport
| Hely. | Csapat        | M | Gy | D | V | G+  | G–  | Gk  | P | Továbbjutás |
| ----- | ------------- | - | -- | - | - | --- | --- | --- | - | ----------- |
| 1.    | Svédország    | 3 | 2  | 1 | 0 | 110 | 80  | +30 | 5 | Középdöntő  |
| 2.    | Spanyolország | 3 | 2  | 1 | 0 | 99  | 71  | +28 | 5 | Középdöntő  |
| 3.    | Chile         | 3 | 1  | 0 | 2 | 83  | 99  | −16 | 2 | Középdöntő  |
| 4.    | Japán         | 3 | 0  | 0 | 3 | 67  | 109 | −42 | 0 | Elnöki kupa |

| 2025. január 16. 18:00 | Spanyolország | 31–22       | Chile                 | Unity Arena, Oslo Nézőszám: 644 Játékvezetők: Bolic, Hurich (AUT) |
| 2025. január 16. 18:00 | Fernández 5   | (17–13)     | Feuchtmann, Salinas 5 | Unity Arena, Oslo Nézőszám: 644 Játékvezetők: Bolic, Hurich (AUT) |
| 2025. január 16. 18:00 | 2×            | Jegyzőkönyv | 1×                    | Unity Arena, Oslo Nézőszám: 644 Játékvezetők: Bolic, Hurich (AUT) |

| 2025. január 16. 20:30 | Svédország | 39–21       | Japán          | Unity Arena, Oslo Nézőszám: 1685 Játékvezetők: Lah, Sok (SLO) |
| 2025. január 16. 20:30 | Karlsson 8 | (17–13)     | Jano, Josino 4 | Unity Arena, Oslo Nézőszám: 1685 Játékvezetők: Lah, Sok (SLO) |
| 2025. január 16. 20:30 | 2× 1×      | Jegyzőkönyv | 3× 1×          | Unity Arena, Oslo Nézőszám: 1685 Játékvezetők: Lah, Sok (SLO) |

| 2025. január 18. 18:00 | Spanyolország | 39–20       | Japán    | Unity Arena, Oslo Nézőszám: 2880 Játékvezetők: Gasmi, Gasmi (FRA) |
| 2025. január 18. 18:00 | Serdio 7      | (20–11)     | Nakata 4 | Unity Arena, Oslo Nézőszám: 2880 Játékvezetők: Gasmi, Gasmi (FRA) |
| 2025. január 18. 18:00 | 7× 1×         | Jegyzőkönyv | 4× 2×    | Unity Arena, Oslo Nézőszám: 2880 Játékvezetők: Gasmi, Gasmi (FRA) |

| 2025. január 18. 20:30 | Chile        | 30–42       | Svédország | Unity Arena, Oslo Nézőszám: 4256 Játékvezetők: Lovin, Stancu (ROU) |
| 2025. január 18. 20:30 | Feuchtmann 7 | (19–20)     | Möller 10  | Unity Arena, Oslo Nézőszám: 4256 Játékvezetők: Lovin, Stancu (ROU) |
| 2025. január 18. 20:30 | 4× 2×        | Jegyzőkönyv | 2× 1×      | Unity Arena, Oslo Nézőszám: 4256 Játékvezetők: Lovin, Stancu (ROU) |

| 2025. január 20. 18:00 | Japán    | 26–31       | Chile        | Unity Arena, Oslo Nézőszám: 1289 Játékvezetők: Jovandić, Sekulić (SRB) |
| 2025. január 20. 18:00 | Nakata 6 | (11–14)     | Feuchtmann 9 | Unity Arena, Oslo Nézőszám: 1289 Játékvezetők: Jovandić, Sekulić (SRB) |
| 2025. január 20. 18:00 | 4×       | Jegyzőkönyv | 6×           | Unity Arena, Oslo Nézőszám: 1289 Játékvezetők: Jovandić, Sekulić (SRB) |

| 2025. január 20. 20:30 | Svédország  | 29–29       | Spanyolország | Unity Arena, Oslo Nézőszám: 2446 Játékvezetők: Bíró, Kiss (HUN) |
| 2025. január 20. 20:30 | Lagergren 9 | (16–11)     | Solé 7        | Unity Arena, Oslo Nézőszám: 2446 Játékvezetők: Bíró, Kiss (HUN) |
| 2025. január 20. 20:30 | 3×          | Jegyzőkönyv | 1× 1×         | Unity Arena, Oslo Nézőszám: 2446 Játékvezetők: Bíró, Kiss (HUN) |

### G csoport
| Hely. | Csapat                | M | Gy | D | V | G+ | G–  | Gk  | P | Továbbjutás |
| ----- | --------------------- | - | -- | - | - | -- | --- | --- | - | ----------- |
| 1.    | Izland                | 3 | 3  | 0 | 0 | 97 | 58  | +39 | 6 | Középdöntő  |
| 2.    | Szlovénia             | 3 | 2  | 0 | 1 | 95 | 66  | +29 | 4 | Középdöntő  |
| 3.    | Zöld-foki Köztársaság | 3 | 1  | 0 | 2 | 83 | 98  | −15 | 2 | Középdöntő  |
| 4.    | Kuba                  | 3 | 0  | 0 | 3 | 66 | 119 | −53 | 0 | Elnöki kupa |

| 2025. január 16. 18:00 | Szlovénia | 41–19       | Kuba     | Zágráb Aréna, Zágráb Nézőszám: 1200 Játékvezetők: Belkhiri, Hamidi (ALG) |
| 2025. január 16. 18:00 | Vlah 8    | (18–9)      | García 4 | Zágráb Aréna, Zágráb Nézőszám: 1200 Játékvezetők: Belkhiri, Hamidi (ALG) |
| 2025. január 16. 18:00 | 2×        | Jegyzőkönyv | 3×       | Zágráb Aréna, Zágráb Nézőszám: 1200 Játékvezetők: Belkhiri, Hamidi (ALG) |

| 2025. január 16. 20:30 | Izland       | 34–21       | Zöld-foki Köztársaság | Zágráb Aréna, Zágráb Nézőszám: 850 Játékvezetők: Covalciuc, Covalciuc(MDA) |
| 2025. január 16. 20:30 | Þorkelsson 8 | (18–8)      | Pina 5                | Zágráb Aréna, Zágráb Nézőszám: 850 Játékvezetők: Covalciuc, Covalciuc(MDA) |
| 2025. január 16. 20:30 | 3× 1×        | Jegyzőkönyv | 2×                    | Zágráb Aréna, Zágráb Nézőszám: 850 Játékvezetők: Covalciuc, Covalciuc(MDA) |

| 2025. január 18. 18:00 | Zöld-foki Köztársaság | 24–36       | Szlovénia | Zágráb Aréna, Zágráb Nézőszám: 2150 Játékvezetők: Lemes, Sosa (URU) |
| 2025. január 18. 18:00 | Pina 6                | (12–18)     | Vlah 8    | Zágráb Aréna, Zágráb Nézőszám: 2150 Játékvezetők: Lemes, Sosa (URU) |
| 2025. január 18. 18:00 | 5×                    | Jegyzőkönyv | 3× 1×     | Zágráb Aréna, Zágráb Nézőszám: 2150 Játékvezetők: Lemes, Sosa (URU) |

| 2025. január 18. 20:30 | Izland          | 40–19       | Kuba      | Zágráb Aréna, Zágráb Nézőszám: 1250 Játékvezetők: Gheisarian, Gheisarian (IRI) |
| 2025. január 18. 20:30 | három játékos 5 | (21–9)      | Cordies 5 | Zágráb Aréna, Zágráb Nézőszám: 1250 Játékvezetők: Gheisarian, Gheisarian (IRI) |
| 2025. január 18. 20:30 | 1×              | Jegyzőkönyv | 4× 1×     | Zágráb Aréna, Zágráb Nézőszám: 1250 Játékvezetők: Gheisarian, Gheisarian (IRI) |

| 2025. január 20. 18:00 | Kuba               | 28–38       | Zöld-foki Köztársaság | Zágráb Aréna, Zágráb Nézőszám: 650 Játékvezetők: Budzák, Záhradník (SVK) |
| 2025. január 20. 18:00 | Cordies, Vázquez 7 | (14–20)     | Pereira 8             | Zágráb Aréna, Zágráb Nézőszám: 650 Játékvezetők: Budzák, Záhradník (SVK) |
| 2025. január 20. 18:00 | 5×                 | Jegyzőkönyv | 1×                    | Zágráb Aréna, Zágráb Nézőszám: 650 Játékvezetők: Budzák, Záhradník (SVK) |

| 2025. január 20. 20:30 | Szlovénia | 18–23       | Izland         | Zágráb Aréna, Zágráb Nézőszám: 3400 Játékvezetők: García, Marín (ESP) |
| 2025. január 20. 20:30 | Janc 4    | (8–14)      | Kristjánsson 7 | Zágráb Aréna, Zágráb Nézőszám: 3400 Játékvezetők: García, Marín (ESP) |
| 2025. január 20. 20:30 | 5× 2×     | Jegyzőkönyv | 9× 2×          | Zágráb Aréna, Zágráb Nézőszám: 3400 Játékvezetők: García, Marín (ESP) |

### H csoport
| Hely. | Csapat           | M | Gy | D | V | G+  | G– | Gk  | P | Továbbjutás |
| ----- | ---------------- | - | -- | - | - | --- | -- | --- | - | ----------- |
| 1.    | Egyiptom         | 3 | 3  | 0 | 0 | 102 | 73 | +29 | 6 | Középdöntő  |
| 2.    | Horvátország (R) | 3 | 2  | 0 | 1 | 93  | 68 | +25 | 4 | Középdöntő  |
| 3.    | Argentína        | 3 | 1  | 0 | 2 | 69  | 97 | −28 | 2 | Középdöntő  |
| 4.    | Bahrein          | 3 | 0  | 0 | 3 | 71  | 97 | −26 | 0 | Elnöki kupa |

| 2025. január 15. 18:00 | Egyiptom | 39–25       | Argentína     | Zágráb Aréna, Zágráb Nézőszám: 2100 Játékvezetők: Kleven, Jørum (NOR) |
| 2025. január 15. 18:00 | Sanad 6  | (21–11)     | Moscariello 7 | Zágráb Aréna, Zágráb Nézőszám: 2100 Játékvezetők: Kleven, Jørum (NOR) |
| 2025. január 15. 18:00 | 2×       | Jegyzőkönyv | 3× 2×         | Zágráb Aréna, Zágráb Nézőszám: 2100 Játékvezetők: Kleven, Jørum (NOR) |

| 2025. január 15. 20:30 | Horvátország | 36–22       | Bahrein | Zágráb Aréna, Zágráb Nézőszám: 10 500 Játékvezetők: Schulze, Tönnies (GER) |
| 2025. január 15. 20:30 | Šoštarič 8   | (17–9)      | Eid 6   | Zágráb Aréna, Zágráb Nézőszám: 10 500 Játékvezetők: Schulze, Tönnies (GER) |
| 2025. január 15. 20:30 | 4×           | Jegyzőkönyv | 2×      | Zágráb Aréna, Zágráb Nézőszám: 10 500 Játékvezetők: Schulze, Tönnies (GER) |

| 2025. január 17. 18:00 | Bahrein   | 24–35       | Egyiptom  | Zágráb Aréna, Zágráb Nézőszám: 2150 Játékvezetők: García, Marín (ESP) |
| 2025. január 17. 18:00 | Mohamed 8 | (11–16)     | Ramadan 5 | Zágráb Aréna, Zágráb Nézőszám: 2150 Játékvezetők: García, Marín (ESP) |
| 2025. január 17. 18:00 | 1×        | Jegyzőkönyv | 2×        | Zágráb Aréna, Zágráb Nézőszám: 2150 Játékvezetők: García, Marín (ESP) |

| 2025. január 17. 20:30 | Horvátország    | 33–18       | Argentína  | Zágráb Aréna, Zágráb Nézőszám: 15650 Játékvezetők: Kurtagic, Wetterwik (SWE) |
| 2025. január 17. 20:30 | Šipić, Glavaš 5 | (18–7)      | Martínez 3 | Zágráb Aréna, Zágráb Nézőszám: 15650 Játékvezetők: Kurtagic, Wetterwik (SWE) |
| 2025. január 17. 20:30 | 1× 2×           | Jegyzőkönyv | 3× 1×      | Zágráb Aréna, Zágráb Nézőszám: 15650 Játékvezetők: Kurtagic, Wetterwik (SWE) |

| 2025. január 19. 18:00 | Argentína   | 26–25       | Bahrein | Zágráb Aréna, Zágráb Nézőszám: 2750 Játékvezetők: Hansen, Madsen (DEN) |
| 2025. január 19. 18:00 | Martínez 10 | (16–11)     | Habib 6 | Zágráb Aréna, Zágráb Nézőszám: 2750 Játékvezetők: Hansen, Madsen (DEN) |
| 2025. január 19. 18:00 | 2× 1×       | Jegyzőkönyv | 2×      | Zágráb Aréna, Zágráb Nézőszám: 2750 Játékvezetők: Hansen, Madsen (DEN) |

| 2025. január 19. 20:30 | Egyiptom | 28–24       | Horvátország | Zágráb Aréna, Zágráb Nézőszám: 15 600 Játékvezetők: Horáček, Novotný (CZE) |
| 2025. január 19. 20:30 | Jahja 6  | (14–11)     | Martinović 6 | Zágráb Aréna, Zágráb Nézőszám: 15 600 Játékvezetők: Horáček, Novotný (CZE) |
| 2025. január 19. 20:30 | 7× 1×    | Jegyzőkönyv | 2× 2×        | Zágráb Aréna, Zágráb Nézőszám: 15 600 Játékvezetők: Horáček, Novotný (CZE) |

## Elnök-kupa

### 1. csoport
| Hely. | Csapat        | M | Gy | D | V | G+  | G– | Gk  | P | Továbbjutás |
| ----- | ------------- | - | -- | - | - | --- | -- | --- | - | ----------- |
| 1.    | Lengyelország | 3 | 3  | 0 | 0 | 120 | 92 | +28 | 6 | 25. helyért |
| 2.    | Kuvait        | 3 | 2  | 0 | 1 | 96  | 97 | −1  | 4 | 27. helyért |
| 3.    | Algéria       | 3 | 1  | 0 | 2 | 95  | 99 | −4  | 2 | 29. helyért |
| 4.    | Guinea        | 3 | 0  | 0 | 3 | 75  | 98 | −23 | 0 | 31. helyért |

| 2025. január 21. 15:30 | Kuvait      | 26–24       | Guinea  | Žatika sportközpont, Poreč Nézőszám: 154 Játékvezetők: García, Paolantoni (ARG) |
| 2025. január 21. 15:30 | Al-Dawani 8 | (15–11)     | Lebon 7 | Žatika sportközpont, Poreč Nézőszám: 154 Játékvezetők: García, Paolantoni (ARG) |
| 2025. január 21. 15:30 | 1× 1×       | Jegyzőkönyv | 3× 1×   | Žatika sportközpont, Poreč Nézőszám: 154 Játékvezetők: García, Paolantoni (ARG) |

| 2025. január 21. 18:00 | Lengyelország | 38–32       | Algéria         | Žatika sportközpont, Poreč Nézőszám: 168 Játékvezetők: Lemes, Sosa (URU) |
| 2025. január 21. 18:00 | Jedraszczyk 8 | (19–14)     | három játékos 6 | Žatika sportközpont, Poreč Nézőszám: 168 Játékvezetők: Lemes, Sosa (URU) |
| 2025. január 21. 18:00 | 2× 2×         | Jegyzőkönyv | 2× 1×           | Žatika sportközpont, Poreč Nézőszám: 168 Játékvezetők: Lemes, Sosa (URU) |

| 2025. január 23. 15:30 | Algéria      | 32–23       | Guinea    | Žatika sportközpont, Poreč Nézőszám: 72 Játékvezetők: García, Paolantoni (ARG) |
| 2025. január 23. 15:30 | Khermouche 7 | (14–9)      | Pasquet 5 | Žatika sportközpont, Poreč Nézőszám: 72 Játékvezetők: García, Paolantoni (ARG) |
| 2025. január 23. 15:30 | 2×           | Jegyzőkönyv | 3×        | Žatika sportközpont, Poreč Nézőszám: 72 Játékvezetők: García, Paolantoni (ARG) |

| 2025. január 23. 18:00 | Lengyelország | 42–32       | Kuvait      | Žatika sportközpont, Poreč Nézőszám: 125 Játékvezetők: Gheisarian, Gheisarian (IRI) |
| 2025. január 23. 18:00 | Paterek 9     | (21–15)     | Al-Dawani 8 | Žatika sportközpont, Poreč Nézőszám: 125 Játékvezetők: Gheisarian, Gheisarian (IRI) |
| 2025. január 23. 18:00 | 4× 1×         | Jegyzőkönyv | 3×          | Žatika sportközpont, Poreč Nézőszám: 125 Játékvezetők: Gheisarian, Gheisarian (IRI) |

| 2025. január 25. 15:30 | Algéria  | 31–28       | Kuvait       | Žatika sportközpont, Poreč Nézőszám: 234 Játékvezetők: Lemes, Sosa (URU) |
| 2025. január 25. 15:30 | Saker 10 | (14–18)     | Al-Dawani 13 | Žatika sportközpont, Poreč Nézőszám: 234 Játékvezetők: Lemes, Sosa (URU) |
| 2025. január 25. 15:30 | 3× 1×    | Jegyzőkönyv | 3× 1×        | Žatika sportközpont, Poreč Nézőszám: 234 Játékvezetők: Lemes, Sosa (URU) |

| 2025. január 25. 18:00 | Guinea    | 28–40       | Lengyelország | Žatika sportközpont, Poreč Nézőszám: 356 Játékvezetők: Bolic, Hurich (AUT) |
| 2025. január 25. 18:00 | Pasquet 8 | (13–21)     | Czapliński 7  | Žatika sportközpont, Poreč Nézőszám: 356 Játékvezetők: Bolic, Hurich (AUT) |
| 2025. január 25. 18:00 | 1×        | Jegyzőkönyv | 4×            | Žatika sportközpont, Poreč Nézőszám: 356 Játékvezetők: Bolic, Hurich (AUT) |

### 2. csoport
| Hely. | Csapat           | M | Gy | D | V | G+ | G– | Gk  | P | Továbbjutás |
| ----- | ---------------- | - | -- | - | - | -- | -- | --- | - | ----------- |
| 1.    | Egyesült Államok | 3 | 3  | 0 | 0 | 84 | 79 | +5  | 6 | 25. helyért |
| 2.    | Japán            | 3 | 2  | 0 | 1 | 88 | 77 | +11 | 4 | 27. helyért |
| 3.    | Bahrein          | 3 | 1  | 0 | 2 | 94 | 87 | +7  | 2 | 29. helyért |
| 4.    | Kuba             | 3 | 0  | 0 | 3 | 75 | 98 | −23 | 0 | 31. helyért |

| 2025. január 22. 15:30 | Kuba            | 26–39       | Bahrein      | Žatika sportközpont, Poreč Nézőszám: 88 Játékvezetők: Gheisarian, Gheisarian (IRI) |
| 2025. január 22. 15:30 | három játékos 4 | (12–17)     | Al-Zaimoor 6 | Žatika sportközpont, Poreč Nézőszám: 88 Játékvezetők: Gheisarian, Gheisarian (IRI) |
| 2025. január 22. 15:30 | 3×              | Jegyzőkönyv | 2×           | Žatika sportközpont, Poreč Nézőszám: 88 Játékvezetők: Gheisarian, Gheisarian (IRI) |

| 2025. január 22. 18:00 | Egyesült Államok     | 27–25       | Japán    | Žatika sportközpont, Poreč Nézőszám: 104 Játékvezetők: Bolic, Hurich (AUT) |
| 2025. január 22. 18:00 | Corning, Hoddersen 7 | (15–13)     | Josino 8 | Žatika sportközpont, Poreč Nézőszám: 104 Játékvezetők: Bolic, Hurich (AUT) |
| 2025. január 22. 18:00 | 3×                   | Jegyzőkönyv | 3×       | Žatika sportközpont, Poreč Nézőszám: 104 Játékvezetők: Bolic, Hurich (AUT) |

| 2025. január 24. 15:30 | Japán    | 31–27       | Bahrein   | Žatika sportközpont, Poreč Nézőszám: 150 Játékvezetők: Mikelić, Parađina (CRO) |
| 2025. január 24. 15:30 | Josino 6 | (13–13)     | Mohamed 6 | Žatika sportközpont, Poreč Nézőszám: 150 Játékvezetők: Mikelić, Parađina (CRO) |
| 2025. január 24. 15:30 | 3× 1×    | Jegyzőkönyv | 3×        | Žatika sportközpont, Poreč Nézőszám: 150 Játékvezetők: Mikelić, Parađina (CRO) |

| 2025. január 24. 18:00 | Egyesült Államok | 27–26       | Kuba        | Žatika sportközpont, Poreč Nézőszám: 211 Játékvezetők: Lemes, Sosa (URU) |
| 2025. január 24. 18:00 | Hoddersen 7      | (14–15)     | D. García 8 | Žatika sportközpont, Poreč Nézőszám: 211 Játékvezetők: Lemes, Sosa (URU) |
| 2025. január 24. 18:00 | 3× 1×            | Jegyzőkönyv | 7×          | Žatika sportközpont, Poreč Nézőszám: 211 Játékvezetők: Lemes, Sosa (URU) |

| 2025. január 26. 15:30 | Japán    | 32–23       | Kuba        | Žatika sportközpont, Poreč Nézőszám: 210 Játékvezetők: Gheisarian, Gheisarian (IRI) |
| 2025. január 26. 15:30 | Arasze 7 | (14–11)     | Rodríguez 8 | Žatika sportközpont, Poreč Nézőszám: 210 Játékvezetők: Gheisarian, Gheisarian (IRI) |
| 2025. január 26. 15:30 | 4×       | Jegyzőkönyv | 3×          | Žatika sportközpont, Poreč Nézőszám: 210 Játékvezetők: Gheisarian, Gheisarian (IRI) |

| 2025. január 26. 18:00 | Bahrein  | 28–30       | Egyesült Államok     | Žatika sportközpont, Poreč Nézőszám: 317 Játékvezetők: García, Paolantoni (ARG) |
| 2025. január 26. 18:00 | Qambar 8 | (14–15)     | Corning, Hoddersen 7 | Žatika sportközpont, Poreč Nézőszám: 317 Játékvezetők: García, Paolantoni (ARG) |
| 2025. január 26. 18:00 | 4× 1×    | Jegyzőkönyv | 2×                   | Žatika sportközpont, Poreč Nézőszám: 317 Játékvezetők: García, Paolantoni (ARG) |

### A 31. helyért
| 2025. január 28. 13:00 | Guinea         | 33–31          | Kuba         | Žatika sportközpont, Poreč Nézőszám: 91 Játékvezetők: Bolic, Hurich (AUT) |
| 2025. január 28. 13:00 | Lebon 8        | (16–16, 28–28) | Rodríguez 10 | Žatika sportközpont, Poreč Nézőszám: 91 Játékvezetők: Bolic, Hurich (AUT) |
| 2025. január 28. 13:00 | 2×             | Jegyzőkönyv    | 1×           | Žatika sportközpont, Poreč Nézőszám: 91 Játékvezetők: Bolic, Hurich (AUT) |
| 2025. január 28. 13:00 | Büntetőpárbaj: |                |              | Žatika sportközpont, Poreč Nézőszám: 91 Játékvezetők: Bolic, Hurich (AUT) |
| 2025. január 28. 13:00 | 5–3            |                |              | Žatika sportközpont, Poreč Nézőszám: 91 Játékvezetők: Bolic, Hurich (AUT) |

### A 29. helyért
| 2025. január 28. 15:30 | Algéria        | 26–29       | Bahrein   | Žatika sportközpont, Poreč Nézőszám: 110 Játékvezetők: Lemes, Sosa (URU) |
| 2025. január 28. 15:30 | négy játékos 4 | (18–17)     | Mohamed 9 | Žatika sportközpont, Poreč Nézőszám: 110 Játékvezetők: Lemes, Sosa (URU) |
| 2025. január 28. 15:30 | 1×             | Jegyzőkönyv | 1× 1×     | Žatika sportközpont, Poreč Nézőszám: 110 Játékvezetők: Lemes, Sosa (URU) |

### A 27. helyért
| 2025. január 28. 18:00 | Kuvait      | 37–32       | Japán               | Žatika sportközpont, Poreč Nézőszám: 65 Játékvezetők: García, Paolantoni (ARG) |
| 2025. január 28. 18:00 | Al-Dawani 8 | (17–16)     | Fujisaka, Yoshino 6 | Žatika sportközpont, Poreč Nézőszám: 65 Játékvezetők: García, Paolantoni (ARG) |
| 2025. január 28. 18:00 | 2× 1×       | Jegyzőkönyv | 1×                  | Žatika sportközpont, Poreč Nézőszám: 65 Játékvezetők: García, Paolantoni (ARG) |

### A 25. helyért
| 2025. január 28. 20:30 | Lengyelország  | 24–22          | Egyesült Államok | Žatika sportközpont, Poreč Nézőszám: 120 Játékvezetők: Belkhiri, Hamidi (ALG) |
| 2025. január 28. 20:30 | Jędraszczyk 4  | (11–13, 21–21) | Fofana 5         | Žatika sportközpont, Poreč Nézőszám: 120 Játékvezetők: Belkhiri, Hamidi (ALG) |
| 2025. január 28. 20:30 | 1× 1×          | Jegyzőkönyv    | 3×               | Žatika sportközpont, Poreč Nézőszám: 120 Játékvezetők: Belkhiri, Hamidi (ALG) |
| 2025. január 28. 20:30 | Büntetőpárbaj: |                |                  | Žatika sportközpont, Poreč Nézőszám: 120 Játékvezetők: Belkhiri, Hamidi (ALG) |
| 2025. január 28. 20:30 | 3–1            |                |                  | Žatika sportközpont, Poreč Nézőszám: 120 Játékvezetők: Belkhiri, Hamidi (ALG) |

## Középdöntő
A középdöntőbe jutott csapatok a csoportkörből magukkal hozzák az egymás elleni eredményeiket.

### 1. csoport
| Hely. | Csapat      | M | Gy | D | V | G+  | G–  | Gk  | P  | Továbbjutás  |
| ----- | ----------- | - | -- | - | - | --- | --- | --- | -- | ------------ |
| 1.    | Dánia       | 5 | 5  | 0 | 0 | 178 | 121 | +57 | 10 | Negyeddöntők |
| 2.    | Németország | 5 | 4  | 0 | 1 | 155 | 137 | +18 | 8  | Negyeddöntők |
| 3.    | Svájc       | 5 | 2  | 1 | 2 | 144 | 138 | +6  | 5  |              |
| 4.    | Olaszország | 5 | 2  | 0 | 3 | 129 | 149 | −20 | 4  |              |
| 5.    | Csehország  | 5 | 1  | 1 | 3 | 111 | 125 | −14 | 3  |              |
| 6.    | Tunézia     | 5 | 0  | 0 | 5 | 117 | 164 | −47 | 0  |              |

| 2025. január 21. 15:30 | Svájc          | 37–26       | Tunézia  | Jyske Bank Boxen, Herning Nézőszám: 4040 Játékvezetők: Mikelič, Paradina (CRO) |
| 2025. január 21. 15:30 | Rubin, Maros 7 | (20–11)     | Jbeli 11 | Jyske Bank Boxen, Herning Nézőszám: 4040 Játékvezetők: Mikelič, Paradina (CRO) |
| 2025. január 21. 15:30 | 5× 1×          | Jegyzőkönyv | 5×       | Jyske Bank Boxen, Herning Nézőszám: 4040 Játékvezetők: Mikelič, Paradina (CRO) |

| 2025. január 21. 18:00 | Csehország | 18–25       | Olaszország | Jyske Bank Boxen, Herning Nézőszám: 10 601 Játékvezetők: Gasmi, Gasmi (FRA) |
| 2025. január 21. 18:00 | Solák 5    | (9–14)      | Parisini 5  | Jyske Bank Boxen, Herning Nézőszám: 10 601 Játékvezetők: Gasmi, Gasmi (FRA) |
| 2025. január 21. 18:00 | 2×         | Jegyzőkönyv | 4×          | Jyske Bank Boxen, Herning Nézőszám: 10 601 Játékvezetők: Gasmi, Gasmi (FRA) |

| 2025. január 21. 20:30 | Dánia     | 40–30       | Németország         | Jyske Bank Boxen, Herning Nézőszám: 14 466 Játékvezetők: Nachevski, Nikolov (MKD) |
| 2025. január 21. 20:30 | Gidsel 10 | (24–18)     | Kastening, Köster 6 | Jyske Bank Boxen, Herning Nézőszám: 14 466 Játékvezetők: Nachevski, Nikolov (MKD) |
| 2025. január 21. 20:30 | 2× 1×     | Jegyzőkönyv | 4×                  | Jyske Bank Boxen, Herning Nézőszám: 14 466 Játékvezetők: Nachevski, Nikolov (MKD) |

| 2025. január 23. 15:30 | Tunézia        | 26–32       | Csehország  | Jyske Bank Boxen, Herning Nézőszám: 4121 Játékvezetők: Lovin, Stancu (ROU) |
| 2025. január 23. 15:30 | Ben Abdallah 9 | (12–19)     | Mořkovský 6 | Jyske Bank Boxen, Herning Nézőszám: 4121 Játékvezetők: Lovin, Stancu (ROU) |
| 2025. január 23. 15:30 | 4× 1×          | Jegyzőkönyv | 8× 1×       | Jyske Bank Boxen, Herning Nézőszám: 4121 Játékvezetők: Lovin, Stancu (ROU) |

| 2025. január 23. 18:00 | Olaszország | 27–34       | Németország | Jyske Bank Boxen, Herning Nézőszám: 11 399 Játékvezetők: Bíró, Kiss (HUN) |
| 2025. január 23. 18:00 | Prantner 8  | (13–15)     | Kastening 6 | Jyske Bank Boxen, Herning Nézőszám: 11 399 Játékvezetők: Bíró, Kiss (HUN) |
| 2025. január 23. 18:00 | 3×          | Jegyzőkönyv | 3× 1×       | Jyske Bank Boxen, Herning Nézőszám: 11 399 Játékvezetők: Bíró, Kiss (HUN) |

| 2025. január 23. 20:30 | Dánia       | 39–28       | Svájc          | Jyske Bank Boxen, Herning Nézőszám: 14 644 Játékvezetők: Grillo, Lenci (ARG) |
| 2025. január 23. 20:30 | Andersson 8 | (18–11)     | Aellen, Noam 5 | Jyske Bank Boxen, Herning Nézőszám: 14 644 Játékvezetők: Grillo, Lenci (ARG) |
| 2025. január 23. 20:30 | 1× 1×       | Jegyzőkönyv | 3× 1×          | Jyske Bank Boxen, Herning Nézőszám: 14 644 Játékvezetők: Grillo, Lenci (ARG) |

| 2025. január 25. 15:30 | Olaszország | 25–33       | Svájc   | Jyske Bank Boxen, Herning Nézőszám: 11 415 Játékvezetők: Gasmi, Gasmi (FRA) |
| 2025. január 25. 15:30 | Prantner 7  | (9–14)      | Rubin 9 | Jyske Bank Boxen, Herning Nézőszám: 11 415 Játékvezetők: Gasmi, Gasmi (FRA) |
| 2025. január 25. 15:30 | 4× 1×       | Jegyzőkönyv | 4× 1×   | Jyske Bank Boxen, Herning Nézőszám: 11 415 Játékvezetők: Gasmi, Gasmi (FRA) |

| 2025. január 25. 18:00 | Csehország | 22–28       | Dánia     | Jyske Bank Boxen, Herning Nézőszám: 14 773 Játékvezetők: Jovandić, Sekulić (SRB) |
| 2025. január 25. 18:00 | Bláha 5    | (10–12)     | Gidsel 10 | Jyske Bank Boxen, Herning Nézőszám: 14 773 Játékvezetők: Jovandić, Sekulić (SRB) |
| 2025. január 25. 18:00 | 4× 1×      | Jegyzőkönyv | 1×        | Jyske Bank Boxen, Herning Nézőszám: 14 773 Játékvezetők: Jovandić, Sekulić (SRB) |

| 2025. január 25. 20:30 | Németország | 31–19       | Tunézia  | Jyske Bank Boxen, Herning Nézőszám: 6543 Játékvezetők: Grillo, Lenci (ARG) |
| 2025. január 25. 20:30 | Grgić 11    | (18–8)      | Zariat 4 | Jyske Bank Boxen, Herning Nézőszám: 6543 Játékvezetők: Grillo, Lenci (ARG) |
| 2025. január 25. 20:30 | 1× 1×       | Jegyzőkönyv | 3×       | Jyske Bank Boxen, Herning Nézőszám: 6543 Játékvezetők: Grillo, Lenci (ARG) |

### 2. csoport
| Hely. | Csapat          | M | Gy | D | V | G+  | G–  | Gk  | P  | Továbbjutás  |
| ----- | --------------- | - | -- | - | - | --- | --- | --- | -- | ------------ |
| 1.    | Franciaország   | 5 | 5  | 0 | 0 | 176 | 129 | +47 | 10 | Negyeddöntők |
| 2.    | Magyarország    | 5 | 3  | 1 | 1 | 151 | 145 | +6  | 7  | Negyeddöntők |
| 3.    | Hollandia       | 5 | 2  | 1 | 2 | 172 | 177 | −5  | 5  |              |
| 4.    | Észak-Macedónia | 5 | 1  | 2 | 2 | 152 | 159 | −7  | 4  |              |
| 5.    | Ausztria        | 5 | 1  | 2 | 2 | 147 | 156 | −9  | 4  |              |
| 6.    | Katar           | 5 | 0  | 0 | 5 | 139 | 171 | −32 | 0  |              |

| 2025. január 21. 15:30 | Ausztria  | 29–29       | Észak-Macedónia | Varasd Aréna, Varasd Nézőszám: 1000 Játékvezetők: Horáček, Novotný (CZE) |
| 2025. január 21. 15:30 | Hutecek 6 | (14–13)     | Mitev 6         | Varasd Aréna, Varasd Nézőszám: 1000 Játékvezetők: Horáček, Novotný (CZE) |
| 2025. január 21. 15:30 | 3×        | Jegyzőkönyv | 1× 1×           | Varasd Aréna, Varasd Nézőszám: 1000 Játékvezetők: Horáček, Novotný (CZE) |

| 2025. január 21. 18:00 | Katar    | 37–38       | Hollandia | Varasd Aréna, Varasd Nézőszám: 1500 Játékvezetők: Kurtagic, Wetterwik (SWE) |
| 2025. január 21. 18:00 | Marzo 11 | (19–17)     | Baijens 9 | Varasd Aréna, Varasd Nézőszám: 1500 Játékvezetők: Kurtagic, Wetterwik (SWE) |
| 2025. január 21. 18:00 | 5× 2× 1× | Jegyzőkönyv | 2× 1×     | Varasd Aréna, Varasd Nézőszám: 1500 Játékvezetők: Kurtagic, Wetterwik (SWE) |

| 2025. január 21. 21:00 | Magyarország | 30–37       | Franciaország | Varasd Aréna, Varasd Nézőszám: 1500 Játékvezetők: Schulze, Tönnies (GER) |
| 2025. január 21. 21:00 | Lékai 5      | (15–23)     | Mem 6         | Varasd Aréna, Varasd Nézőszám: 1500 Játékvezetők: Schulze, Tönnies (GER) |
| 2025. január 21. 21:00 | 5× 1×        | Jegyzőkönyv | 1×            | Varasd Aréna, Varasd Nézőszám: 1500 Játékvezetők: Schulze, Tönnies (GER) |

| 2025. január 23. 15:30 | Észak-Macedónia           | 39–34       | Katar    | Varasd Aréna, Varasd Nézőszám: 500 Játékvezetők: García, Marín (ESP) |
| 2025. január 23. 15:30 | Kuzmanovszki, Pesevszki 6 | (21–17)     | Marzo 12 | Varasd Aréna, Varasd Nézőszám: 500 Játékvezetők: García, Marín (ESP) |
| 2025. január 23. 15:30 | 5× 1×                     | Jegyzőkönyv | 6× 1×    | Varasd Aréna, Varasd Nézőszám: 500 Játékvezetők: García, Marín (ESP) |

| 2025. január 23. 18:00 | Hollandia | 28–35       | Franciaország     | Varasd Aréna, Varasd Nézőszám: 2000 Játékvezetők: Álvarez, Bustamante (ESP) |
| 2025. január 23. 18:00 | Baijens 6 | (13–19)     | Mem, Richardson 7 | Varasd Aréna, Varasd Nézőszám: 2000 Játékvezetők: Álvarez, Bustamante (ESP) |
| 2025. január 23. 18:00 | 2× 1×     | Jegyzőkönyv | 4× 1×             | Varasd Aréna, Varasd Nézőszám: 2000 Játékvezetők: Álvarez, Bustamante (ESP) |

| 2025. január 23. 20:30 | Magyarország | 29–26       | Ausztria  | Varasd Aréna, Varasd Nézőszám: 2600 Játékvezetők: Kurtagic, Wetterwik (SWE) |
| 2025. január 23. 20:30 | Pedro 8      | (12–13)     | Frimmel 6 | Varasd Aréna, Varasd Nézőszám: 2600 Játékvezetők: Kurtagic, Wetterwik (SWE) |
| 2025. január 23. 20:30 | 3×           | Jegyzőkönyv | 3× 1×     | Varasd Aréna, Varasd Nézőszám: 2600 Játékvezetők: Kurtagic, Wetterwik (SWE) |

| 2025. január 25. 15:30 | Hollandia | 37–37       | Ausztria          | Varasd Aréna, Varasd Nézőszám: 1000 Játékvezetők: Hansen, Madsen (DEN) |
| 2025. január 25. 15:30 | Steins 7  | (19–17)     | Frimmel, Wagner 7 | Varasd Aréna, Varasd Nézőszám: 1000 Játékvezetők: Hansen, Madsen (DEN) |
| 2025. január 25. 15:30 | 1× 1×     | Jegyzőkönyv | 2×                | Varasd Aréna, Varasd Nézőszám: 1000 Játékvezetők: Hansen, Madsen (DEN) |

| 2025. január 25. 18:00 | Katar      | 23–29       | Magyarország | Varasd Aréna, Varasd Nézőszám: 2200 Játékvezetők: Horáček, Novotný (CZE) |
| 2025. január 25. 18:00 | Marković 6 | (12–12)     | Imre 9       | Varasd Aréna, Varasd Nézőszám: 2200 Játékvezetők: Horáček, Novotný (CZE) |
| 2025. január 25. 18:00 | 7×         | Jegyzőkönyv | 3×           | Varasd Aréna, Varasd Nézőszám: 2200 Játékvezetők: Horáček, Novotný (CZE) |

| 2025. január 25. 20:30 | Franciaország | 32–25       | Észak-Macedónia | Varasd Aréna, Varasd Nézőszám: 2300 Játékvezetők: Jørum, Kleven (NOR) |
| 2025. január 25. 20:30 | Mem 8         | (18–14)     | Kuzmanovszki 8  | Varasd Aréna, Varasd Nézőszám: 2300 Játékvezetők: Jørum, Kleven (NOR) |
| 2025. január 25. 20:30 | 1× 1×         | Jegyzőkönyv | 4×              | Varasd Aréna, Varasd Nézőszám: 2300 Játékvezetők: Jørum, Kleven (NOR) |

### 3. csoport
| Hely. | Csapat        | M | Gy | D | V | G+  | G–  | Gk  | P | Továbbjutás  |
| ----- | ------------- | - | -- | - | - | --- | --- | --- | - | ------------ |
| 1.    | Portugália    | 5 | 4  | 1 | 0 | 179 | 148 | +31 | 9 | Negyeddöntők |
| 2.    | Brazília      | 5 | 4  | 0 | 1 | 136 | 129 | +7  | 8 | Negyeddöntők |
| 3.    | Norvégia      | 5 | 3  | 0 | 2 | 147 | 130 | +17 | 6 |              |
| 4.    | Svédország    | 5 | 1  | 2 | 2 | 156 | 152 | +4  | 4 |              |
| 5.    | Spanyolország | 5 | 1  | 1 | 3 | 138 | 137 | +1  | 3 |              |
| 6.    | Chile         | 5 | 0  | 0 | 5 | 126 | 186 | −60 | 0 |              |

| 2025. január 22. 15:30 | Brazília  | 28–24       | Chile     | Unity Arena, Oslo Nézőszám: 857 Játékvezetők: Pavićević, Ražnatović (MNE) |
| 2025. január 22. 15:30 | Langaro 8 | (13–10)     | Salinas 7 | Unity Arena, Oslo Nézőszám: 857 Játékvezetők: Pavićević, Ražnatović (MNE) |
| 2025. január 22. 15:30 | 2×        | Jegyzőkönyv | 4× 1×     | Unity Arena, Oslo Nézőszám: 857 Játékvezetők: Pavićević, Ražnatović (MNE) |

| 2025. január 22. 18:00 | Svédország  | 37–37       | Portugália | Unity Arena, Oslo Nézőszám: 3813 Játékvezetők: Lah, Sok (SLO) |
| 2025. január 22. 18:00 | Lagergren 7 | (18–18)     | Frade 7    | Unity Arena, Oslo Nézőszám: 3813 Játékvezetők: Lah, Sok (SLO) |
| 2025. január 22. 18:00 | 2× 1×       | Jegyzőkönyv | 3× 1×      | Unity Arena, Oslo Nézőszám: 3813 Játékvezetők: Lah, Sok (SLO) |

| 2025. január 22. 20:30 | Norvégia   | 25–24       | Spanyolország | Unity Arena, Oslo Nézőszám: 5508 Játékvezetők: Konjičanin, Konjičanin (BIH) |
| 2025. január 22. 20:30 | Grøndahl 7 | (10–13)     | Garciandia 6  | Unity Arena, Oslo Nézőszám: 5508 Játékvezetők: Konjičanin, Konjičanin (BIH) |
| 2025. január 22. 20:30 | 2×         | Jegyzőkönyv | 2×            | Unity Arena, Oslo Nézőszám: 5508 Játékvezetők: Konjičanin, Konjičanin (BIH) |

| 2025. január 24. 15:30 | Spanyolország | 29–35       | Portugália | Unity Arena, Oslo Nézőszám: 2865 Játékvezetők: Nachevski, Nikolov (MKD) |
| 2025. január 24. 15:30 | Fernández 6   | (16–15)     | F. Costa 8 | Unity Arena, Oslo Nézőszám: 2865 Játékvezetők: Nachevski, Nikolov (MKD) |
| 2025. január 24. 15:30 | 6× 1×         | Jegyzőkönyv | 4× 1×      | Unity Arena, Oslo Nézőszám: 2865 Játékvezetők: Nachevski, Nikolov (MKD) |

| 2025. január 24. 18:00 | Svédország    | 24–27       | Brazília         | Unity Arena, Oslo Nézőszám: 5831 Játékvezetők: Konjičanin, Konjičanin (BIH) |
| 2025. január 24. 18:00 | Carlsbogård 6 | (9–14)      | Langaro, Monte 4 | Unity Arena, Oslo Nézőszám: 5831 Játékvezetők: Konjičanin, Konjičanin (BIH) |
| 2025. január 24. 18:00 | 1× 1×         | Jegyzőkönyv | 3× 1×            | Unity Arena, Oslo Nézőszám: 5831 Játékvezetők: Konjičanin, Konjičanin (BIH) |

| 2025. január 24. 20:30 | Chile        | 22–39       | Norvégia | Unity Arena, Oslo Nézőszám: 7809 Játékvezetők: Covalciuc, Covalciuc (MDA) |
| 2025. január 24. 20:30 | Feuchtmann 6 | (11–17)     | Lien 10  | Unity Arena, Oslo Nézőszám: 7809 Játékvezetők: Covalciuc, Covalciuc (MDA) |
| 2025. január 24. 20:30 | 4× 1×        | Jegyzőkönyv | 3×       | Unity Arena, Oslo Nézőszám: 7809 Játékvezetők: Covalciuc, Covalciuc (MDA) |

| 2025. január 26. 15:30 | Portugália | 46–28       | Chile        | Unity Arena, Oslo Nézőszám: 1924 Játékvezetők: Konjičanin, Konjičanin (BIH) |
| 2025. január 26. 15:30 | F. Costa 9 | (22–17)     | Feuchtmann 8 | Unity Arena, Oslo Nézőszám: 1924 Játékvezetők: Konjičanin, Konjičanin (BIH) |
| 2025. január 26. 15:30 | 4×         | Jegyzőkönyv | 3× 1×        | Unity Arena, Oslo Nézőszám: 1924 Játékvezetők: Konjičanin, Konjičanin (BIH) |

| 2025. január 26. 18:00 | Spanyolország    | 25–26       | Brazília    | Unity Arena, Oslo Nézőszám: 4878 Játékvezetők: Lah, Sok (SLO) |
| 2025. január 26. 18:00 | Cikusa, Romero 4 | (13–14)     | Hackbarth 6 | Unity Arena, Oslo Nézőszám: 4878 Játékvezetők: Lah, Sok (SLO) |
| 2025. január 26. 18:00 | 2× 1×            | Jegyzőkönyv | 3×          | Unity Arena, Oslo Nézőszám: 4878 Játékvezetők: Lah, Sok (SLO) |

| 2025. január 26. 20:30 | Norvégia | 29–24       | Svédország  | Unity Arena, Oslo Nézőszám: 7844 Játékvezetők: Pavićević, Ražnatović (MNE) |
| 2025. január 26. 20:30 | Aar 9    | (16–11)     | Johansson 7 | Unity Arena, Oslo Nézőszám: 7844 Játékvezetők: Pavićević, Ražnatović (MNE) |
| 2025. január 26. 20:30 | 5× 1×    | Jegyzőkönyv | 2×          | Unity Arena, Oslo Nézőszám: 7844 Játékvezetők: Pavićević, Ražnatović (MNE) |

### 4. csoport
| Hely. | Csapat                | M | Gy | D | V | G+  | G–  | Gk  | P | Továbbjutás  |
| ----- | --------------------- | - | -- | - | - | --- | --- | --- | - | ------------ |
| 1.    | Horvátország          | 5 | 4  | 0 | 1 | 162 | 122 | +40 | 8 | Negyeddöntők |
| 2.    | Egyiptom              | 5 | 4  | 0 | 1 | 148 | 125 | +23 | 8 | Negyeddöntők |
| 3.    | Izland                | 5 | 4  | 0 | 1 | 140 | 116 | +24 | 8 |              |
| 4.    | Szlovénia             | 5 | 2  | 0 | 3 | 139 | 125 | +14 | 4 |              |
| 5.    | Argentína             | 5 | 1  | 0 | 4 | 117 | 162 | −45 | 2 |              |
| 6.    | Zöld-foki Köztársaság | 5 | 0  | 0 | 5 | 119 | 175 | −56 | 0 |              |

| 2025. január 22. 15:30 | Szlovénia | 34–23       | Argentína        | Zágráb Aréna, Zágráb Nézőszám: 850 Játékvezetők: Belkhiri, Hamidi (ALG) |
| 2025. január 22. 15:30 | Kljun 5   | (15–8)      | Gull, Martínez 4 | Zágráb Aréna, Zágráb Nézőszám: 850 Játékvezetők: Belkhiri, Hamidi (ALG) |
| 2025. január 22. 15:30 | 3×        | Jegyzőkönyv | 5× 1×            | Zágráb Aréna, Zágráb Nézőszám: 850 Játékvezetők: Belkhiri, Hamidi (ALG) |

| 2025. január 22. 18:00 | Zöld-foki Köztársaság | 24–44       | Horvátország | Zágráb Aréna, Zágráb Nézőszám: 8450 Játékvezetők: Hansen, Madsen (DEN) |
| 2025. január 22. 18:00 | Pina 9                | (11–24)     | Šoštarič 9   | Zágráb Aréna, Zágráb Nézőszám: 8450 Játékvezetők: Hansen, Madsen (DEN) |
| 2025. január 22. 18:00 | 1×                    | Jegyzőkönyv | 3× 1×        | Zágráb Aréna, Zágráb Nézőszám: 8450 Játékvezetők: Hansen, Madsen (DEN) |

| 2025. január 22. 20:30 | Egyiptom | 24–27       | Izland         | Zágráb Aréna, Zágráb Nézőszám: 4350 Játékvezetők: Schulze, Tönnies (GER) |
| 2025. január 22. 20:30 | Zein 8   | (9–13)      | Kristjánsson 9 | Zágráb Aréna, Zágráb Nézőszám: 4350 Játékvezetők: Schulze, Tönnies (GER) |
| 2025. január 22. 20:30 | 2×       | Jegyzőkönyv | 4× 2×          | Zágráb Aréna, Zágráb Nézőszám: 4350 Játékvezetők: Schulze, Tönnies (GER) |

| 2025. január 24. 15:30 | Argentína       | 30–26       | Zöld-foki Köztársaság | Zágráb Aréna, Zágráb Nézőszám: 450 Játékvezetők: Kurtagic, Wetterwik (SWE) |
| 2025. január 24. 15:30 | három játékos 5 | (14–14)     | Pina 10               | Zágráb Aréna, Zágráb Nézőszám: 450 Játékvezetők: Kurtagic, Wetterwik (SWE) |
| 2025. január 24. 15:30 | 4× 1×           | Jegyzőkönyv | 2×                    | Zágráb Aréna, Zágráb Nézőszám: 450 Játékvezetők: Kurtagic, Wetterwik (SWE) |

| 2025. január 24. 18:00 | Egyiptom   | 26–25       | Szlovénia | Zágráb Aréna, Zágráb Nézőszám: 5250 Játékvezetők: Jørum, Kleven (NOR) |
| 2025. január 24. 18:00 | El-Deraa 6 | (16–14)     | Janc 8    | Zágráb Aréna, Zágráb Nézőszám: 5250 Játékvezetők: Jørum, Kleven (NOR) |
| 2025. január 24. 18:00 | 4×         | Jegyzőkönyv | 3× 1×     | Zágráb Aréna, Zágráb Nézőszám: 5250 Játékvezetők: Jørum, Kleven (NOR) |

| 2025. január 24. 20:30 | Horvátország | 32–26       | Izland         | Zágráb Aréna, Zágráb Nézőszám: 15 600 Játékvezetők: García, Marín (ESP) |
| 2025. január 24. 20:30 | Martinović 8 | (20–12)     | Kristjánsson 5 | Zágráb Aréna, Zágráb Nézőszám: 15 600 Játékvezetők: García, Marín (ESP) |
| 2025. január 24. 20:30 | 1× 1×        | Jegyzőkönyv | 3× 1×          | Zágráb Aréna, Zágráb Nézőszám: 15 600 Játékvezetők: García, Marín (ESP) |

| 2025. január 26. 15:30 | Izland        | 30–21       | Argentína  | Zágráb Aréna, Zágráb Nézőszám: 1550 Játékvezetők: Belkhiri, Hamidi (ALG) |
| 2025. január 26. 15:30 | Ríkharðsson 7 | (15–10)     | Martínez 6 | Zágráb Aréna, Zágráb Nézőszám: 1550 Játékvezetők: Belkhiri, Hamidi (ALG) |
| 2025. január 26. 15:30 | 4×            | Jegyzőkönyv | 2× 1×      | Zágráb Aréna, Zágráb Nézőszám: 1550 Játékvezetők: Belkhiri, Hamidi (ALG) |

| 2025. január 26. 18:00 | Zöld-foki Köztársaság | 24–31       | Egyiptom | Zágráb Aréna, Zágráb Nézőszám: 1250 Játékvezetők: Álvarez, Bustamante (ESP) |
| 2025. január 26. 18:00 | Pina 6                | (13–14)     | Jahja 11 | Zágráb Aréna, Zágráb Nézőszám: 1250 Játékvezetők: Álvarez, Bustamante (ESP) |
| 2025. január 26. 18:00 | 4×                    | Jegyzőkönyv | 2×       | Zágráb Aréna, Zágráb Nézőszám: 1250 Játékvezetők: Álvarez, Bustamante (ESP) |

| 2025. január 26. 20:30 | Horvátország    | 29–26       | Szlovénia | Zágráb Aréna, Zágráb Nézőszám: 15 600 Játékvezetők: Horáček, Novotný (CZE) |
| 2025. január 26. 20:30 | három játékos 5 | (15–15)     | Vlah 5    | Zágráb Aréna, Zágráb Nézőszám: 15 600 Játékvezetők: Horáček, Novotný (CZE) |
| 2025. január 26. 20:30 | 2×              | Jegyzőkönyv | 4×        | Zágráb Aréna, Zágráb Nézőszám: 15 600 Játékvezetők: Horáček, Novotný (CZE) |

## Egyenes kieséses szakasz
|  |              |               |              |              |    |               |               |               |               |               |               |       |       |
|  | Negyeddöntők | Negyeddöntők  | Negyeddöntők |              |    | Elődöntők     | Elődöntők     | Elődöntők     |               |               | Döntő         | Döntő | Döntő |
|  | Negyeddöntők | Negyeddöntők  | Negyeddöntők |              |    | Elődöntők     | Elődöntők     | Elődöntők     |               |               | Döntő         | Döntő | Döntő |
|  | január 28.   |               |              |              |    |               |               |               |               |               |               |       |       |
|  |              |               |              |              |    |               |               |               |               |               |               |       |       |
|  | 2/1.         | Franciaország | 34           |              |    |               |               |               |               |               |               |       |       |
|  | 2/1.         | Franciaország | 34           | január 30.   |    |               |               |               |               |               |               |       |       |
|  | 4/2.         | Egyiptom      | 33           |              |    |               |               |               |               |               |               |       |       |
|  | 4/2.         | Egyiptom      | 33           |              |    | Franciaország | Franciaország | 28            |               |               |               |       |       |
|  | január 28.   |               |              |              |    | Franciaország | Franciaország | 28            |               |               |               |       |       |
|  |              |               | Horvátország | Horvátország | 31 |               |               |               |               |               |               |       |       |
|  | 4/1.         | Horvátország  | Horvátország | Horvátország | 31 | 31            |               |               |               |               |               |       |       |
|  | 4/1.         | Horvátország  |              |              |    | 31            | február 2.    |               |               |               |               |       |       |
|  | 2/2.         | Magyarország  | 30           |              |    |               |               |               |               |               |               |       |       |
|  | 2/2.         | Magyarország  | 30           |              |    | Horvátország  | Horvátország  | 26            |               |               |               |       |       |
|  | január 29.   |               |              |              |    | Horvátország  | Horvátország  | 26            |               |               |               |       |       |
|  |              |               | Dánia        | Dánia        | 32 |               |               |               |               |               |               |       |       |
|  | 1/1.         | Dánia         | Dánia        | Dánia        | 32 | 33            |               |               |               |               |               |       |       |
|  | 1/1.         | Dánia         | január 31.   |              |    | 33            |               |               |               |               |               |       |       |
|  | 3/2.         | Brazília      | 21           |              |    |               |               |               |               |               |               |       |       |
|  | 3/2.         | Brazília      | 21           |              |    | Dánia         | Dánia         | 40            | Bronzmérkőzés | Bronzmérkőzés | Bronzmérkőzés |       |       |
|  | január 29.   |               |              |              |    | Dánia         | Dánia         | 40            | Bronzmérkőzés | Bronzmérkőzés | Bronzmérkőzés |       |       |
|  |              |               | Portugália   | Portugália   | 27 |               |               | február 2.    | február 2.    | február 2.    |               |       |       |
|  | 3/1.         | Portugália    | Portugália   | Portugália   | 27 | 31            |               | február 2.    | február 2.    | február 2.    |               |       |       |
|  | 3/1.         | Portugália    |              |              |    |               |               | Franciaország | Franciaország | 35            |               |       |       |
|  | 1/2.         | Németország   | 30           |              |    |               |               | Franciaország | Franciaország | 35            |               |       |       |
|  | 1/2.         | Németország   | 30           |              |    | Portugália    | Portugália    | 34            |               |               |               |       |       |
|  |              |               |              |              |    | Portugália    | Portugália    | 34            |               |               |               |       |       |

### Negyeddöntők
| 2025. január 28. 18:00 | Horvátország | 31–30       | Magyarország | Zágráb Aréna, Zágráb Nézőszám: 15 600 Játékvezetők: García, Marín (ESP) |
| 2025. január 28. 18:00 | Glavaš 6     | (16–16)     | Ilics 8      | Zágráb Aréna, Zágráb Nézőszám: 15 600 Játékvezetők: García, Marín (ESP) |
| 2025. január 28. 18:00 | 5× 2×        | Jegyzőkönyv | 2× 1×        | Zágráb Aréna, Zágráb Nézőszám: 15 600 Játékvezetők: García, Marín (ESP) |

| 2025. január 28. 21:00 | Franciaország | 34–33       | Egyiptom | Zágráb Aréna, Zágráb Nézőszám: 5850 Játékvezetők: Nachevski, Nikolov (MKD) |
| 2025. január 28. 21:00 | Remili, Mem 6 | (18–14)     | Hesham 8 | Zágráb Aréna, Zágráb Nézőszám: 5850 Játékvezetők: Nachevski, Nikolov (MKD) |
| 2025. január 28. 21:00 | 3× 1×         | Jegyzőkönyv | 2×       | Zágráb Aréna, Zágráb Nézőszám: 5850 Játékvezetők: Nachevski, Nikolov (MKD) |

| 2025. január 29. 17:30 | Dánia           | 33–21       | Brazília   | Unity Arena, Oslo Nézőszám: 5922 Játékvezetők: Bíró, Kiss (HUN) |
| 2025. január 29. 17:30 | három játékos 6 | (15–12)     | Carvalho 7 | Unity Arena, Oslo Nézőszám: 5922 Játékvezetők: Bíró, Kiss (HUN) |
| 2025. január 29. 17:30 | 3×              | Jegyzőkönyv | 5× 1×      | Unity Arena, Oslo Nézőszám: 5922 Játékvezetők: Bíró, Kiss (HUN) |

| 2025. január 29. 20:30 | Portugália | 31–30 (h. u.) | Németország | Unity Arena, Oslo Nézőszám: 7475 Játékvezetők: Jørum, Kleven (NOR) |
| 2025. január 29. 20:30 | F. Costa 8 | (13–9, 26–26) | Zerbe 9     | Unity Arena, Oslo Nézőszám: 7475 Játékvezetők: Jørum, Kleven (NOR) |
| 2025. január 29. 20:30 | 4× 1×      | Jegyzőkönyv   | 5× 1×       | Unity Arena, Oslo Nézőszám: 7475 Játékvezetők: Jørum, Kleven (NOR) |

### Elődöntők
| 2025. január 30. 21:00 | Franciaország | 28–31       | Horvátország    | Zágráb Aréna, Zágráb Nézőszám: 15 600 Játékvezetők: Schulze, Tönnies (GER) |
| 2025. január 30. 21:00 | Mem 8         | (11–18)     | Srna, Jelinić 7 | Zágráb Aréna, Zágráb Nézőszám: 15 600 Játékvezetők: Schulze, Tönnies (GER) |
| 2025. január 30. 21:00 | 4× 1×         | Jegyzőkönyv | 4× 2×           | Zágráb Aréna, Zágráb Nézőszám: 15 600 Játékvezetők: Schulze, Tönnies (GER) |

| 2025. január 31. 20:30 | Dánia    | 40–27       | Portugália | Unity Arena, Oslo Nézőszám: 8448 Játékvezetők: Lah, Sok (SLO) |
| 2025. január 31. 20:30 | Gidsel 9 | (20–16)     | Areia 5    | Unity Arena, Oslo Nézőszám: 8448 Játékvezetők: Lah, Sok (SLO) |
| 2025. január 31. 20:30 | 4×       | Jegyzőkönyv | 4×         | Unity Arena, Oslo Nézőszám: 8448 Játékvezetők: Lah, Sok (SLO) |

### Bronzmérkőzés
| 2025. február 2. 15:00 | Franciaország | 35–34       | Portugália | Unity Arena, Oslo Nézőszám: 10 928 Játékvezetők: Nachevski, Nikolov (MKD) |
| 2025. február 2. 15:00 | Minne 10      | (19–17)     | F. Costa 8 | Unity Arena, Oslo Nézőszám: 10 928 Játékvezetők: Nachevski, Nikolov (MKD) |
| 2025. február 2. 15:00 | 2× 1×         | Jegyzőkönyv | 2× 2×      | Unity Arena, Oslo Nézőszám: 10 928 Játékvezetők: Nachevski, Nikolov (MKD) |

### Döntő
| 2025. február 2. 18:00 | Horvátország | 26–32       | Dánia     | Unity Arena, Oslo Nézőszám: 13 384 Játékvezetők: García, Marín (ESP) |
| 2025. február 2. 18:00 | Martinović 6 | (12–16)     | Gidsel 10 | Unity Arena, Oslo Nézőszám: 13 384 Játékvezetők: García, Marín (ESP) |
| 2025. február 2. 18:00 | 7× 2×        | Jegyzőkönyv | 4× 1×     | Unity Arena, Oslo Nézőszám: 13 384 Játékvezetők: García, Marín (ESP) |

## Végeredmény
Az 1–4. és a 25–32. helyezések rájátszás után dőltek el, a negyeddöntők veszteseit az addig elért eredményeik, megszerzett pontjaik és gólkülönbségük alapján az 5–8. hely közt rangsorolták. A középdöntőkből tovább nem jutó csapatok ugyanilyen számítás szerint kerültek besorolásra, a csoportharmadikok a 9–12., a csoportnegyedikek a 13–16., az ötödikek a 17–20., a hatodikok pedig a 21–24. hely között. Pontegyenlőség esetén a gólkülönbség döntött.
|  | Az első helyezett részvételi jogot szerzett a 2027-es világbajnokságra |

| Helyezés  | Csapat                |
| --------- | --------------------- |
| Aranyérem | Dánia                 |
| Ezüstérem | Horvátország          |
| Bronzérem | Franciaország         |
| 4.        | Portugália            |
| 5.        | Egyiptom              |
| 6.        | Németország           |
| 7.        | Brazília              |
| 8.        | Magyarország          |
| 9.        | Izland                |
| 10.       | Norvégia              |
| 11.       | Svájc                 |
| 12.       | Hollandia             |
| 13.       | Szlovénia             |
| 14.       | Svédország            |
| 15.       | Észak-Macedónia       |
| 16.       | Olaszország           |
| 17.       | Ausztria              |
| 18.       | Spanyolország         |
| 19.       | Csehország            |
| 20.       | Argentína             |
| 21.       | Katar                 |
| 22.       | Tunézia               |
| 23.       | Zöld-foki Köztársaság |
| 24.       | Chile                 |
| 25.       | Lengyelország         |
| 26.       | Egyesült Államok      |
| 27.       | Kuvait                |
| 28.       | Japán                 |
| 29.       | Bahrein               |
| 30.       | Algéria               |
| 31.       | Guinea                |
| 32.       | Kuba                  |

## Statisztika

### Góllövőlista
| Helyezés | Név                | Gól | Lövés | %   |
| -------- | ------------------ | --- | ----- | --- |
| 1.       | Mathias Gidsel     | 74  | 107   | 69% |
| 2.       | Dika Mem           | 54  | 78    | 69% |
| 2.       | Francisco Costa    | 54  | 79    | 68% |
| 4.       | Simon Pytlick      | 50  | 67    | 75% |
| 5.       | Filip Kuzmanovszki | 49  | 71    | 69% |
| 6.       | Saif Al-Dawani     | 47  | 81    | 58% |
| 7.       | Rutger ten Velde   | 46  | 58    | 79% |
| 8.       | Emil Jakobsen      | 45  | 61    | 74% |
| 9.       | Martim Costa       | 44  | 82    | 54% |
| 10.      | Frankis Marzo      | 42  | 76    | 55% |

Forrás: IHF

## Díjak
A torna All-Star-csapatát és az MVP-díj győztesét a február 2-i döntő után hirdették ki.

### All-Star-csapat
| Poszt      | Játékos         |
| ---------- | --------------- |
| Kapus      | Emil Nielsen    |
| Jobbszélső | Mario Šoštarič  |
| Jobbátlövő | Ivan Martinović |
| Irányító   | Martim Costa    |
| Balátlövő  | Simon Pytlick   |
| Balszélső  | Dylan Nahi      |
| Beálló     | Victor Iturriza |
| MVP-díj    | Mathias Gidsel  |

- Legjobb fiatal játékos: Francisco Costa